# 로버트 픽턴
로버트 윌리엄 "윌리" 픽턴(영어: Robert William "Willie" Pickton, 1949년 10월 24일~2024년 5월 31일)은 캐나다의 연쇄살인범이다.
원래는 돼지 농장 주인으로 일했지만 1983년부터 2002년까지 49명을 살해했다. 희생자들 가운데 대부분은 여성들이었다. 희생자들의 유해들은 대부분 공장에서 발견되었으며 나머지 유해들은 돼지 사료로 사용된 것으로 추정된다. 2002년 2월 현지 경찰에 체포되었고 2010년 8월 캐나다 대법원으로부터 석방 없는 종신형을 선고받았다.